# Будище (Пулинська селищна громада)
Буди́ще (до 1939 року — хутір Будище Ясинського) — село в Україні, в Пулинській селищній територіальній громаді Житомирського району Житомирської області. Кількість населення становить 71 особу (2001).

## Населення
У 1906 році налічувався 141 житель, дворів — 20, у 1923 році — 33 двори та 185 мешканців.
Відповідно до результатів перепису населення СРСР, кількість населення, станом на 12 січня 1989 року, становила 89 осіб. Станом на 5 грудня 2001 року, відповідно до перепису населення України, кількість мешканців села становила 71 особу.

### Мова
Розподіл населення за рідною мовою за даними перепису 2001 року:
| Мова       | Кількість | Відсоток |
| ---------- | --------- | -------- |
| українська | 78        | 91.76%   |
| російська  | 6         | 7.06%    |
| білоруська | 1         | 1.18%    |
| Усього     | 85        | 100%     |

## Історія
У 1906 році — слобода Пулинської волості (1-го стану) Житомирського повіту Волинської губернії. Відстань до губернського та повітового центру, м. Житомир, становила 28 верст, до волосного центру, містечка Пулини — 8 версти. Найближче поштово-телеграфне відділення розташовувалося на станції Рудня.
У 1923 році — сільце Будище Ясинського; увійшло до складу новоствореної Бабичівської сільської ради, котра, 7 березня 1923 року, включена до складу новоутвореного Черняхівського району Житомирської (згодом — Волинська) округи. Відстань до районного центру, містечка Черняхів, становила 26 верст, до центру сільської ради, с. Бабичівка — 2 версти.
У 1939 році віднесене до категорії сіл. В складі сільської ради 24 серпня 1923 року передане до Пулинського району, 3 квітня 1930 року — Черняхівського району Волинської округи, 21 березня 1934 року — Пулинського району Київської області, 17 жовтня 1935 року — Житомирської міської ради, 14 травня 1939 року — Червоноармійського району Житомирської області, 7 січня 1963 року — Новоград-Волинського району, 4 січня 1965 року — Житомирського району, 8 грудня 1966 року — до складу Червоноармійського (згодом — Пулинський) району Житомирської області.
1 серпня 2017 року увійшло до складу Мартинівської сільської територіальної громади Пулинського району Житомирської області. У 2020 році, відповідно до розпорядження Кабінету Міністрів України № 711-р від 12 червня 2020 року «Про визначення адміністративних центрів та затвердження територій територіальних громад Житомирської області», територію та населені пункти Мартинівської сільської громади включено до складу Пулинської селищної територіальної громади Житомирського району Житомирської області.